# David Drake (Autor)

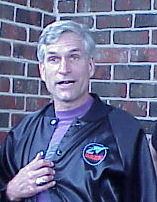
David Drake

David Drake (* 24. September 1945 in Dubuque, Iowa; † 10. Dezember 2023 in Silk Hope, North Carolina) war ein US-amerikanischer Science-Fiction- und Fantasy-Autor.

## Leben
Drake war Vietnam-Veteran, hat als Jurist gearbeitet und gehörte zu den führenden Autoren im Bereich der Military Science-Fiction.
Bei der Zusammenarbeit mit anderen Autoren fungierte er vielfach als eine Art Militärberater und brachte dementsprechende Gesichtspunkte in die Projekte ein. Häufig trug er „nur“ einen detaillierten Umriss der Handlung (Exposé zwischen 5.000 und 15.000 Wörtern) zu den Werken bei und sah sich dann selbst nicht als echten Co-Autor, auch wenn er vom Verleger (und mit voller Zustimmung einiger seiner Mitautoren) als solcher aufgeführt wurde.
Am 17. November 2021 kündigte Drake in seinem Newsletter an, dass er sich krankheitsbedingt von seiner Arbeit als Autor zurückziehen werde.

## Werk

### Hammer’s Slammers
- Hammer’s Slammers, 1979 (Kurzgeschichten)
- Cross the Stars, 1984
- At Any Price, 1985
- Counting the Cost, 1987
- Rolling Hot, 1989
- The Warrior, 1991
- The Sharp End, 1993
- The Voyage, 1993
- Paying the Piper, 2002

### Starhunters
- Men Hunting Things, 1988
- Things Hunting Men, 1988
- Bluebloods, 1990

### World of Crystal Walls
- The Sea Hag, 1988

### Thieves’ World
- Dagger, 1988

### Crisis of Empire
- An Honorable Defense, 1988 (mit Thomas T. Thomas)
- Cluster Command, 1989 (mit William C. Dietz)
- The War Machine, 1989 (mit Roger MacBride Allen)
- Crown of Empire, 1994 (mit Chelsea Quinn Yarbro)

### Heroes in Hell
- Explorers in Hell, 1989 (mit Janet Morris)

### Northworld
- Vol. 1: Northworld, 1990
- Vol. 2: Vengeance, 1991
- Vol. 3: Justice, 1992
- Vol. 1–3: Northworld Trilogy, 1999 (Sammelband mit der gesamten Trilogie)

### General
(mit S. M. Stirling)
- Warlord, 2003 (Sammelband)

- The Forge, 1991
- The Hammer, 1992

- The Conqueror, 2003 (Sammelband)

- The Anvil, 1993
- The Steel, 1993
- The Sword, 1995

- The Chosen, 1996
- The Reformer, 1999
- The Tyrant, 2002 (mit Eric Flint)
- The Heretic, 2013 (mit Tony Daniel)
- The Savior , 2014 (mit Tony Daniel)

### Car Warriors
- The Square Deal, 1992

### War and Honor
(mit Gordon R. Dickson, Christopher Stasheff und Chelsea Quinn Yarbro)
- Blood and War, 1993

### Reaches
- The Reaches, 2004 (Sammelband)

- Igniting the Reaches, 1994
- Through the Breach, 1995
- Fireships, 1996

### ARC Riders
(mit Janet Morris)
- ARC Riders, 1995
- The Fourth Rome, 1996

### Das Reich der Inseln (Lord of the Isles)
1997 begann Drake seine umfangreichste Fantasy-Serie, Lord of the Isles. Er benutzt dabei Elemente der sumerischen Religion und mittelalterliche Technologien.
- Vol. 1: Lord of the Isles, 1997

Band 1: Gefährten des Sturms, Knaur, 1998, ISBN 3-426-70110-3
Band 2: Der Thron von Malkar, Knaur, 1998, ISBN 3-426-70101-4
- Vol. 2: Queen of Demons, 1998

Band 3: Die Erben des Carus, Knaur, 1998, ISBN 3-426-70161-8
Band 4: Die Königin der Dämonen, Knaur, 1998, ISBN 3-426-70162-6
- Vol. 3: Servant of the dragon, 1999

Band 5: Die Geisterbrücke, Knaur, 1998, ISBN 3-426-70197-9
Band 6: Die Diener des Drachen, Knaur, 1998, ISBN 3-426-70198-7
- Vol. 4: Mistress of the Catacombs, 2001
- Vol. 5: Goddess of the Ice Realm, 2003
- Vol. 6: Master of the Cauldron, 2004
- Vol. 7: The Fortress of Glass, 2006
- Vol. 8: The Mirror of Worlds, 2007
- Vol. 9: The Gods Return, 2008

### Lt. Leary (RCN [Republic of Cinnabar Navy])
- Vol. 1: With the Lightnings, 1998

Band 1: Mission auf Kostroma, Heyne, 2007, ISBN 3-453-52234-6
- Vol. 2: Lt. Leary Commanding, 2000

Band 2: Das Cinnabar-Kommando, Heyne, 2007, ISBN 3-453-52265-6
- Vol. 3: The Far Side of The Stars, 2003

Band 3: Geheimbasis Gehenna, Heyne, 2008, ISBN 3-453-52266-4
- Vol. 4: The Way to Glory, 2005
- Vol. 5: Some Golden Harbor, 2006
- Vol. 6: When the Tide Rises, 2008
- Vol. 7: In the stormy red sky 2009
- Vol. 8: What distant deeps, 2010
- Vol. 9: The road to danger, 2012
- Vol. 10: The Sea Without a Shore 2014
- Vol. 11: Death's Bright Day, 2016
- Vol. 12: Though Hell Should Bar the Way, 2018

### Belisarius
(mit Eric Flint)
- Thunder at Dawn, 2008 (Sammelband)

- An Oblique Approach, 1998
- In the Heart of Darkness, 1998

- Destiny’s Shield, 1999
- Fortune’s Stroke, 2000
- The Tide of Victory, 2001
- The Dance of Time, 2006

### Honor Harrington
- Eine Bildungsreise (1998, Kurzgeschichte in der Anthologie Die Siedler von Sphinx)

### Einzelromane
- The Dragon Lord, 1979
- Skyripper, 1983
- The Forlorn Hope, 1984
- Birds of Prey, 1984
- Killer, mit Karl Edward Wagner, 1985
- Active Measures, mit Janet Morris, 1985
- Strangers and Lovers, 1985
- Ranks of Bronze, 1986
- Fortress, 1986
- Bridgehead, 1986
- Lacey and His Friends, 1986
- Kill Ratio, mit Janet Morris, 1987
- Vettius and His Friends, 1989
- Target, mit Janet Morris, 1989
- Surface Action, 1990
- The Undesired Princess and the Enchanted Bunny, mit L. Sprague de Camp, 1990
- The Hunter Returns, mit Jim Kjelgaard, 1991
- The Jungle, 1991
- Old Nathan, 1991
- Starliner, 1992
- Enemy of My Enemy, mit Ben Ohlander, 1995
- Redliners, 1996
- Patriots, 1996
- All the Way to the Gallows, 1996
- To Bring the Light, 1996
- Seas of Venus, 2000
- Other Times Than Peace, 2006
- Into the Hinterlands, 2011 mit John Lambshead

Geschichte
- Paris at War. 1939–1944. Harvard University Press, Cambridge, Massachusetts, USA 2015, ISBN 978-0-674-50481-3.